# Isabella Isaksen
Isabella Isaksen el-Geziry (Fayetteville, 22 novembre 1993) è una pentatleta statunitense.

## Biografia
La sorella maggiore Margaux Isaksen è stata una pentatleta, che gareggiò ai Giochi olimpici estivi di Pechino 2008, Londra 2012 e Rio de Janeiro 2016.
Ha sposato il pentatleta egiziano Amro el-Geziry. Anche i suoi cognati Emad e Omar sono pentatleti di caratura internazionale.
Ha rappresentato gli Stati Uniti ai Giochi olimpici estivi di Rio de Janeiro 2016, classificandosi al 24º posto, nella gara femminile.
Grazie al matrimonio il marito si è naturalizzato e nel giugno 2017 è entrato a far parte dell'U.S. Army. Gareggiando con lui ha rappresentato gli Stati Uniti d'America ai Giochi panamericani di Lima 2019, dove si è laureata campionessa continentale nella staffetta mista.

## Palmarès
- Giochi panamericani

Lima 2019: oro nella staffetta mista